# Аллан, Морис
Морис Аллан (англ. Maurice Allan; род. 30 октября 1945, Эдинбург) — британский самбист и борец вольного стиля, призёр чемпионата Европы по самбо, чемпион мира по самбо, призёр Игр Содружества по вольной борьбе, участник летних Олимпийских игр 1976 года в Монреале.

## Биография
По самбо выступал в полутяжёлой (до 90 кг) весовой категории. Тренировался под руководством Джорджа Керра. На олимпийских соревнованиях Аллан по очкам уступил шведу Франку Андерссону, чисто победил сенегальца Амброиза Сарра, чисто проиграл победителю этой Олимпиады, советскому атлету Левану Тедиашвили, и остался без олимпийской медали.
Был признан шотландским борцом столетия. В 1975 году стал членом ордена Британской империи.
Живёт в Вирджинии (США). Является сотрудником Академии криминальной юстиции. Занимается подготовкой сотрудников спецназа, ФБР и департамента по борьбе с наркотиками. Дочь Аллана выступала за команду США на летней Олимпиаде 2008 года в Пекине.